# Bauwerksüberwachung
Als Bauwerksüberwachung (BÜ), auch Bauwerksmonitoring, wird die fortlaufende messtechnische Überwachung und ingenieurmäßige Bewertung der Strukturen von Bauwerken bezeichnet.

## Einsatzbereich und Zielsetzung
Der überwiegende Einsatzbereich der Bauwerksüberwachung ergibt sich aus dem zunehmenden Alter von Bauwerken und aus den steigenden Anforderungen an die Tragfähigkeit und Dauerhaftigkeit eines Bauwerks.
Ziele einer solchen Überwachung sind:
- Die Erfassung  des allgemeinen Zustands oder des Reparaturbedarfs von Bauwerken;
- Die Schadensprävention und die Lebensdauervorhersage eines Bauwerks
- Die Reduzierung von Unterhaltungs- und Sanierungskosten.

Ein weiterer Einsatzbereich liegt bei der Überwachung von Bauwerken während eines Bauvorhabens, beispielsweise bei Tunnelbauprojekten und tieferen Baugruben. Hier wird die Setzung beziehungsweise die Bewegung der umliegenden Bauwerke erfasst, um gegebenenfalls Maßnahmen ergreifen zu können. In einem solchen Fall spricht man von geodätischer Bauüberwachung oder auch geodätischem Monitoring.
Weitere Einsatzbereiche für die geodätische Bauüberwachung:
- Tunnel
- Staudämme
- Stützmauern
- Gebäude und historische Bauwerke
- Straßen und Eisenbahnlinien
- Brücken
- Hangrutschungen
- Bergbau

Das Ziel einer solchen Überwachung ist, wie bereits erwähnt, gefährliche Setzungen, Bewegungen oder Rutschungen frühzeitig zu erkennen, um gegebenenfalls Gegenmaßnahmen zu ergreifen.

## Einsatzgebiet
Haupteinsatzgebiet sind Brückenbauwerke, weitgespannte Hallentragwerke und Dächer. Weiterhin erfolgt ein Bauwerksmonitoring für Parkhäuser oder Tiefgaragen, wenn mit einer Schädigung infolge Chlorideinwirkung zu rechnen ist. Zudem besteht dort die Gefahr des Abriebs der Oberflächenbeschichtung in den Kurvenbereichen oder auf Rampen infolge horizontaler Brems- und/oder Fugalkräfte, so dass deren Schutzwirkung nicht mehr gewährleistet werden kann.
Wird ein Monitoring eingesetzt, um die Schädigungen aus den Expositionsklassen Karbonatisierung und Chloridangriff zu erfassen, wird in der Regel ein so genanntes Korrosionsmonitoring angewendet. Da diese beiden Schädigungen nach erfolgter Depassivierung der Bewehrung Korrosion hervorrufen, ist es erforderlich, die entsprechenden elektrochemischen Parameter zu erfassen. 
Diese sind:
- elektrischer Betonwiderstand
- elektrochemisches Potential
- Stromstärke

Da besonders der Widerstand und die Stromstärke durch Temperatur und Feuchte beeinflusst werden, müssen zusätzlich die Temperatur und die Luftfeuchte bzw. die Betonfeuchte gleichzeitig erfasst werden.
Der aktuelle Stand der Technik stellt mehrere Sensortypen dafür zur Verfügung. Das sind zum einen die Anodenleiter und zum anderen die Multiringelektroden. Obgleich diese Sensoren verschiedene Größen erfassen, ist deren Messprinzip dasselbe; es erfolgt eine tiefengestaffelte Anordnung mehrerer Einzelanoden, so dass der Nutzer die Möglichkeit hat, nach Auswertung der Daten über die aktiven Anoden hinsichtlich Korrosionserscheinungen umgehend auf die genaue Eindringtiefe der Schädigung zu schließen und gegebenenfalls eine Prognose über eine Restlebensdauer der Konstruktion zu erstellen.

## Durchführung
Messtechnisch erfasst werden Kennwerte am Bauteil wie Verformungen und Dehnungen, Temperatur, Feuchte, Risse und Schwingungen. Sondermethoden der Messung sind Modal- und Schallemissionsanalyse. Die Auswertung der Messergebnisse erfolgt in der Regel automatisiert mittels moderner Datenverarbeitung.